# Edge-Gletscher
Der Edge-Gletscher ein kleiner Gletscher im westantarktischen Queen Elizabeth Land. Im nordöstlichen Teil des Dufek-Massivs der Pensacola Mountains fließt er in nördlicher Richtung ins Davis Valley.
Der United States Geological Survey kartierte ihn anhand eigener Vermessungen und Luftaufnahmen der United States Navy aus den Jahren von 1956 bis 1966. Das Advisory Committee on Antarctic Names benannte ihn 1968 nach Joseph L. Edge (* 1930), Luftbildfotograf der Flugstaffel VX-6 bei der Operation Deep Freeze der Jahre 1963 und 1964.